# 3432 Kobuchizawa
3432 Kobuchizawa је астероид главног астероидног појаса са средњом удаљеношћу од Сунца која износи 3,193 астрономских јединица (АЈ).
Апсолутна магнитуда астероида је 11,5.